# Christian Sonne
Ole Christian Saxtorph Sonne (21 avril 1859 – 25 juillet 1941) est un ministre du gouvernement danois et président du Landsting, une chambre du parlement.

## Biographie
Il est membre élu du Landsting aux élections de 1902 à 1918. Il est initialement élu en dehors des partis en coalition électorale avec le parti conservateur Højre, mais rejoint les conservateurs libres en février 1904. Avec le reste des conservateurs libres, Sonne rejoint le Parti populaire conservateur en 1915, mais il quitte à nouveau le parti en juin 1917 pour protester contre l'intention du parti de retirer le ministre sans portefeuille Christian Rotbøll du cabinet de Zahle II.
Sonne est ministre de l'Agriculture pendant un court terme après la crise de Pâques de 1920 en tant que seul membre du cabinet de Friis qui était auparavant connu au niveau national.